# Zespół dworski w Wierzbnie
Zespół dworski w Wierzbnie – zespół zabytków znajdujący się w Wierzbnie, w gminie Koniusza, w powiecie proszowickim, w województwie małopolskim.
Zespół, w skład którego wchodzą: dwór, spichrz, obora oraz park, został wpisany do rejestru zabytków nieruchomych województwa małopolskiego.

## Historia
Poprzedni, XIX-wieczny dwór należący do Maurycego Szańkowskiego, został zniszczony podczas I wojny światowej. W 1906 roku majątek o powierzchni 198 ha przejął syn Teofil Szańkowski (1880–1945) i w 1921 roku odbudował dwór w stylu narodowym . Teofil Szańkowski wraz z żoną Janiną z Kollatorowiczów (1884–1953) zlikwidowali produkcję mleczarską i zajęli się między innymi hodowlą nowych odmian zbóż, tzw. wierzbieńskich. Wzorowo prowadzone gospodarstwo odwiedzane było przez krajowych i zagranicznych specjalistów. W czasie II wojny światowej właściciele wspierali uciekinierów z Wielkopolski i Warszawy po powstaniu w 1944 roku, uchodźców z kresów wschodnich oraz ukrywającą się młodzież z Krakowa.
Po reformie rolnej w 1944 roku majątek znacjonalizowano, a ziemię rozparcelowano . W styczniu 1945 roku Teofil Szańkowski został aresztowany przez NKWD i osadzony w więzieniu Montelupich w Krakowie. Podczas transportu w głąb Rosji zmarł 1 kwietnia 1945 roku w miejscowości Cukurycha koło Doniecka. Był odznaczony w 1929 roku Krzyżem Oficerskim Orderu Odrodzenia Polski . Część hodowli nasiennej zbóż wdowa przeniosła do Uszyc na Opolszczyźnie i prowadziła ją do śmierci. Małżeństwo zmarło bezpotomnie .
W 2018 roku nowy właściciel przeprowadzał remont wszystkich obiektów.   

## Architektura
Budynek drewniany, otynkowany, parterowy. W środku, w części frontowej znajduje się portyk z półkolistą arkadą, a nad nim kolumnowy ganek nakryty dwuspadowym dachem. Frontony ganku oraz okien w dachu dworu ozdobiono wygiętymi listwami na wzór ludowej wycinanki. Po prawej stronie znajduje się parterowe skrzydło. Na terenie posiadłości znajdują się jeszcze zabudowania gospodarcze, dawny spichrz i obora. 
W parku dworskim znajduje się cmentarz z I wojny światowej .